# Encyclopédie florale

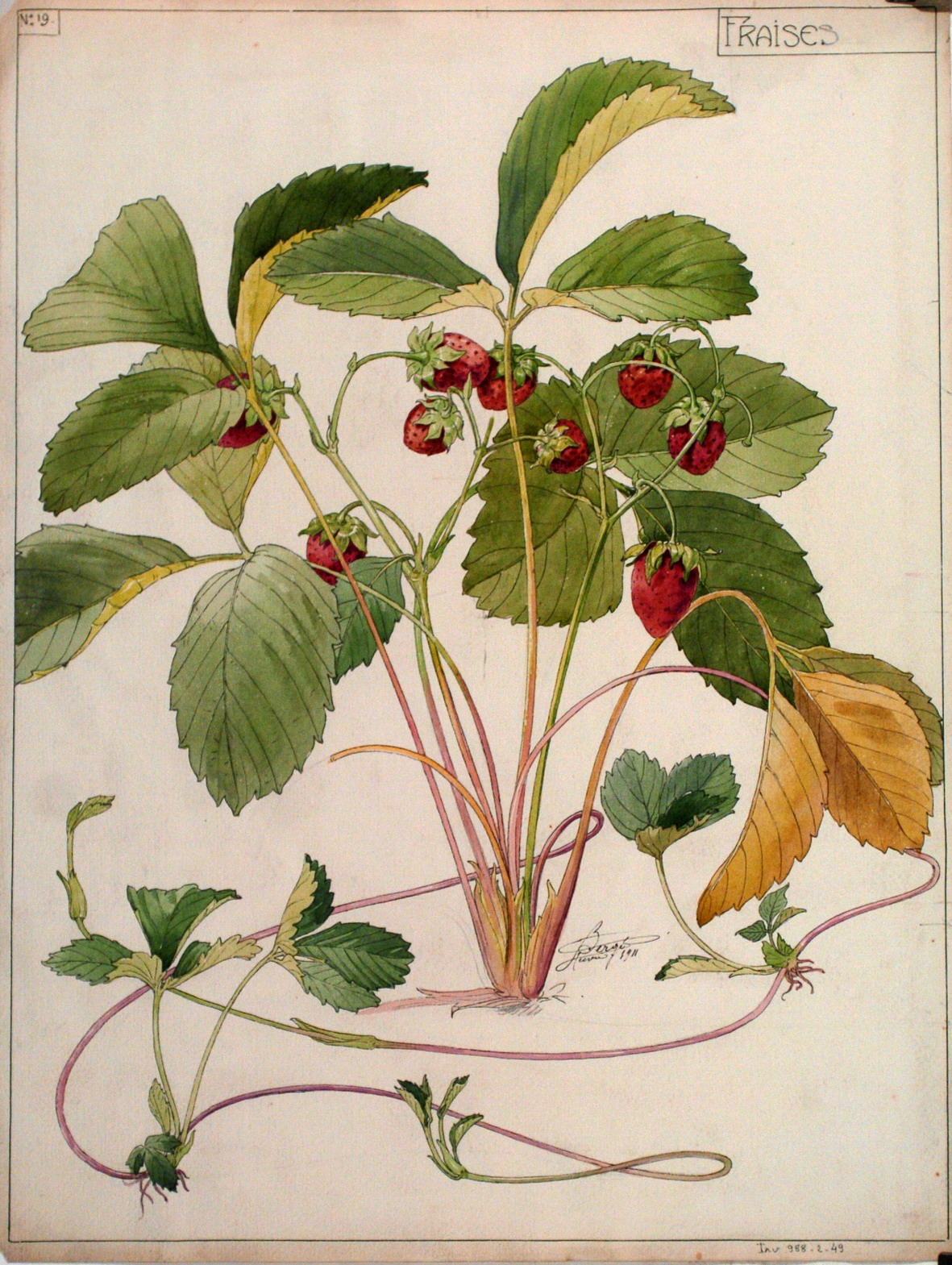
Étude de fraises (no 19), Henri Bergé, Musée de l'École de Nancy.

L'Encyclopédie florale est un ensemble de planches aquarellées réalisées par l'illustrateur et décorateur Henri Bergé pour la verrerie Daum à Nancy, entre 1895 et le début des années 1930. Ces centaines de planches, représentant pour la plupart des sujets de botanique, s'inscrivent dans l'esthétique de l'École de Nancy dont la principale source d'inspiration est la nature. Mais, réalisées dans un contexte d'intérêt croissant pour la botanique et l'horticulture à Nancy, elles présentent également un intérêt descriptif, voire scientifique.

## Conservation
Plus de 380 planches de l'Encyclopédie florale sont aujourd'hui conservées au musée de l'École de Nancy (notamment via un don de la Société Pont-à-Mousson SA en 1988), au musée des Beaux-arts de Nancy et au Palais des Ducs de Lorraine - Musée Lorrain. Le reste se trouve dans des collections privées, telles que celle de la cristallerie Daum à Nancy.
Si ce fonds documentaire est aujourd'hui désigné sous le terme d'encyclopédie florale, c'est en raison du très grand nombre de planches botaniques réalisées, de la variété des sujets représentés et de son caractère artistique mais aussi scientifique. Il convient toutefois de noter que ce titre ne correspond pas à un ouvrage authentiquement publié.

## Contexte de création

### La verrerie Daum
L'Encyclopédie florale est le fruit du travail d'Henri Bergé entre 1895 et le début des années 1930, tout au long de sa carrière à la verrerie Daum à Nancy où il assume les fonctions de chef décorateur et professeur de l'École de dessin interne.
Avec l'avènement de l'Art nouveau à la fin du XIXe siècle, la maison Daum choisit en 1891 d'opérer un tournant en se lançant dans la production de verreries décorées. La formation d'ouvriers qualifiés devient alors indispensable mais il n'existe aucune section d'art appliqué à l'industrie au sein de l'École des Beaux-arts de Nancy où se forment les ouvriers d'art. Face à cette situation, la maison Daum décide donc de créer sa propre école de dessin et de modelage, probablement entre 1894 et 1897. L'École de dessin interne a pour vocation d'approfondir la formation des ouvriers d'art de la verrerie, sous la direction d'Henri Bergé, qui a rejoint l'entreprise en 1895, et de Jacques Grüber, qui y travaille depuis 1893.
Nommé « directeur des cours d'apprentissage de décors », Henri Bergé est chargé de la création des pièces (dessin des formes et de pièces de série mais aussi uniques) et de la création et du contrôle des poncifs. En ces qualités, il réalise des centaines de planches botaniques qui servent de modèles à recopier par les ouvriers qui apprennent à les imiter et les reproduire. Ces planches constituent également des supports de références pour la création et la réalisation de poncifs et décors par les verriers, décorateurs et ciseleurs de la maison Daum. L'Encyclopédie florale d'Henri Bergé désigne ainsi l'ensemble de ces planches artistiques et pédagogiques.

Exemple de réutilisation d'une planche d'Henri Bergé pour décorer un vase de la verrerie Daum
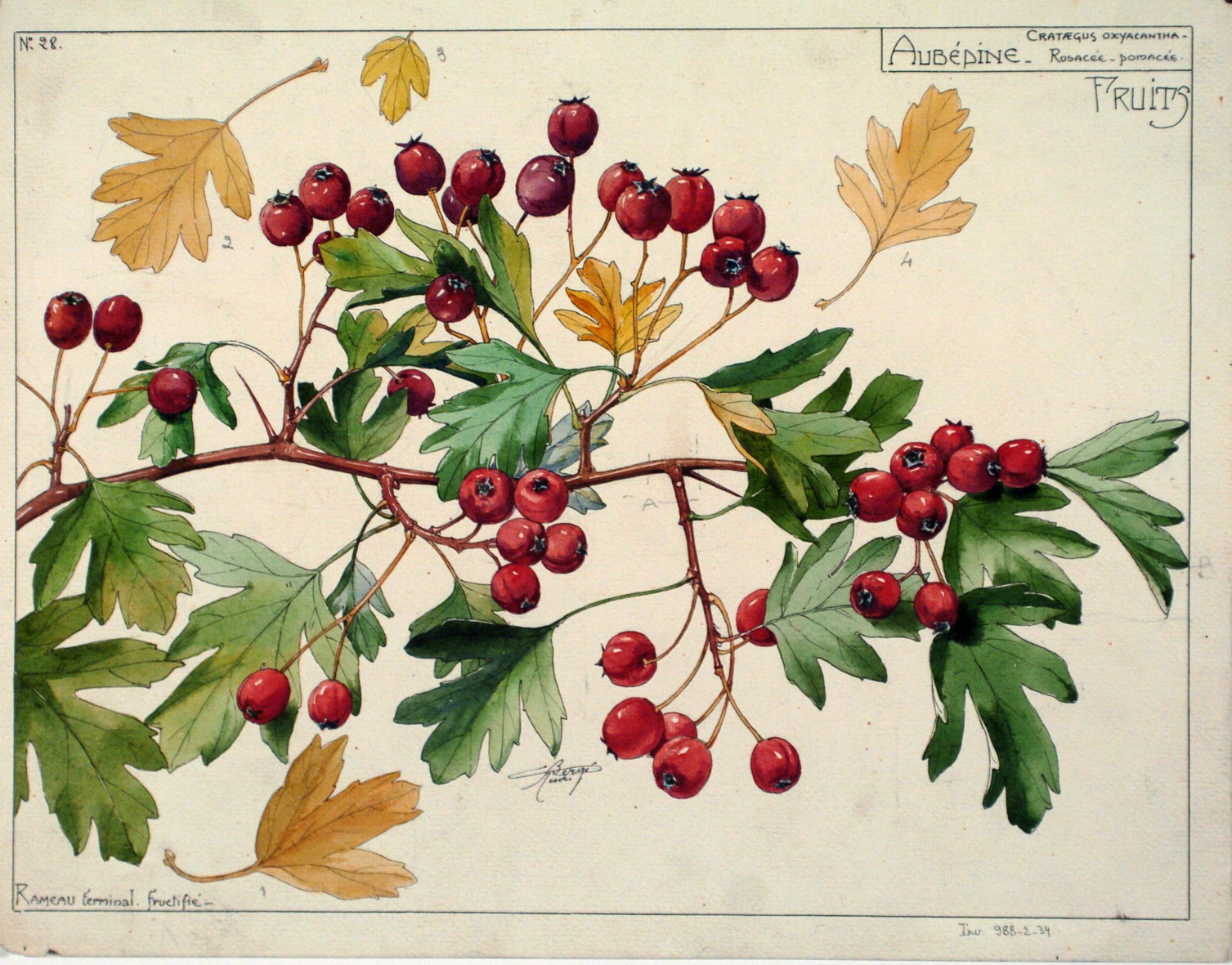
Étude de baies d'aubépine (no 28), début du XXe siècle, Henri Bergé, Musée de l'École de Nancy.
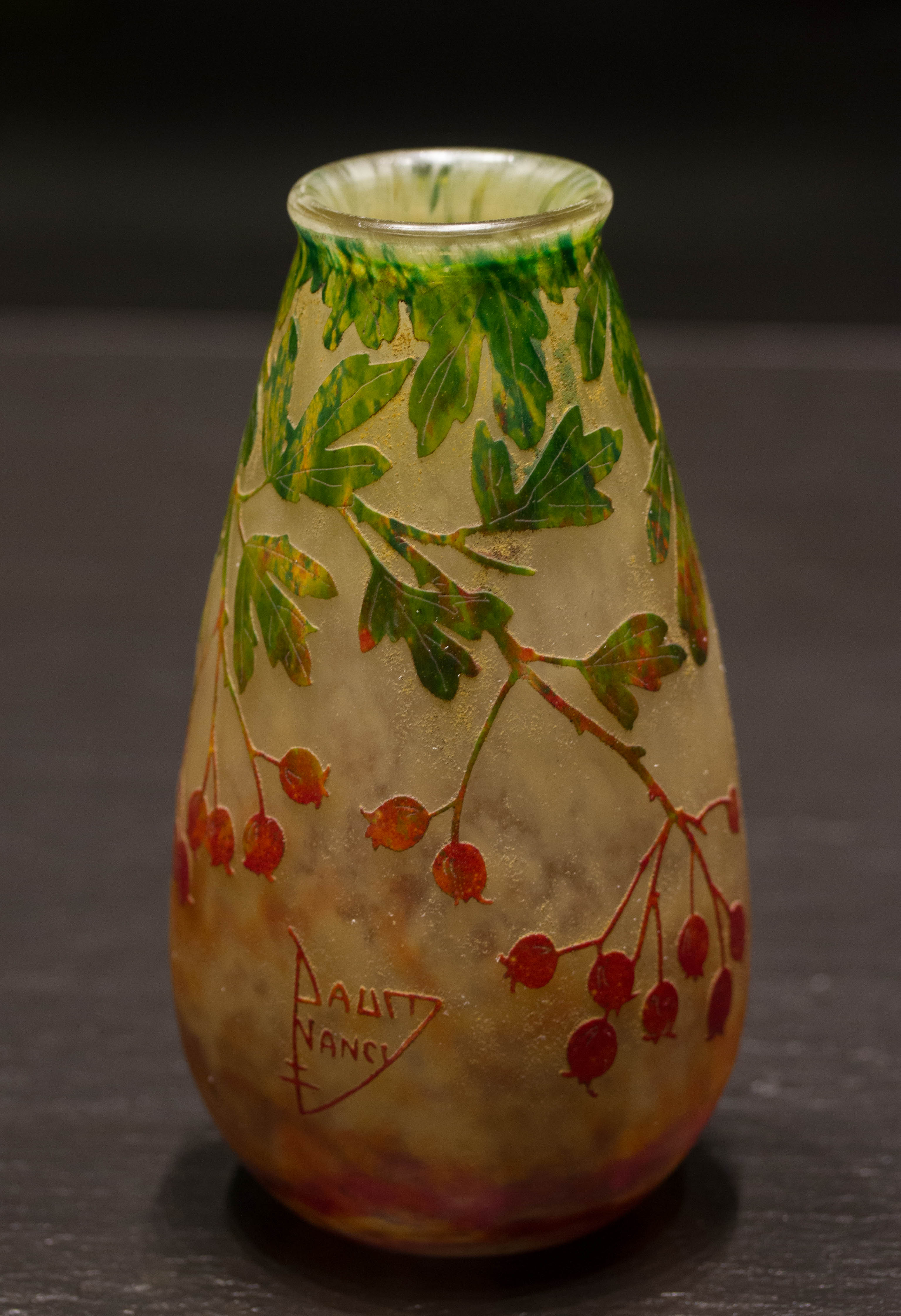
Vase à décor de baies d'aubépines, 1910, verrerie Daum, Musée des Beaux-Arts de Nancy.

### L'École de Nancy
La majorité des planches qui composent l'Encyclopédie florale d'Henri Bergé sont des planches botaniques. L'attrait de Bergé pour l'observation de la nature s'inscrit dans un contexte chrono-géographique particulier : celui d'une verrerie industrielle artistique au tournant du XXe siècle dans la ville de Nancy. À cette période Nancy devient en effet une capitale artistique avec la création de l'École de Nancy, fer de lance de l'Art nouveau en France. Mus par une volonté de modernité et de nouveauté, les artistes décorateurs se réclamant de cette École font de la nature leur principale source d'inspiration. Ce renouveau s'observe alors dans les productions artistiques industrielles de l'époque.  
De surcroît, comme le rappelle Christophe Bardin, « la Lorraine entretient depuis plusieurs siècles déjà un vrai rapport à la nature ». Ainsi, alors que l'université de Nancy cultive à des fins scientifiques un jardin depuis la fin du XVIe siècle, la ville voit l'édification de son premier jardin botanique (aujourd'hui appelé Jardin Jean-Marie-Pelt) au milieu du XVIIIe siècle. L'intérêt des Lorrains pour la botanique s'accroît particulièrement au XIXe siècle, marqué par la création de nouvelles espèces hybrides par les maisons Crousse et Lemoine ainsi que la fondation de plusieurs établissements horticoles et de la Société centrale d'horticulture. Parallèlement, d'importantes recherches sur la botanique sont menées par le professeur d'histoire naturelle et directeur du jardin des plantes, Alexandre Godron.   

## Description
Henri Bergé n'a probablement jamais voulu créer une œuvre à part entière et a ainsi réalisé des planches hétérogènes, sur des formats et des supports différents (papier, bois ou à l'intérieur de fenêtres en carton avec un calque protecteur) pour des usages distincts. Elles représentent essentiellement des sujets de botanique mais aussi quelques paysages, animaux, coquillages et reptiles.
Pour ses travaux, il s'inspire principalement de la campagne lorraine et des jardins botaniques, notamment le jardin botanique de Sainte-Catherine qui se trouvait à proximité de la maison Daum. Il étudie les différentes parties de toutes les plantes, régionales mais aussi exotiques pour répondre aux demandes de l'entreprise Daum qui souhaite capter des marchés lointains. Son œuvre, loin d'être une classification scientifique des planches, répond en effet aux critères de la verrerie. Il s'agit surtout de représenter les plantes pour produire un décor extrêmement naturaliste et sans interprétation, ni stylisation ou géométrisation. Si Henri Bergé ne semble pas chercher l'exhaustivité ni la perfection scientifique, il fait preuve d'une vraie rigueur scientifique. Ses études comportent ainsi moult détails de plantes, telles que leurs fruits ou leurs graines, et sont facilement identifiables. Il accompagne également parfois ses représentations d'indications scientifiques et/ou descriptives. Ses études ont ainsi une valeur artistique et scientifique.
L'enrichissement de l'Encyclopédie florale continue jusque dans les années 1930. En effet, malgré la disparition de l'École de Nancy en 1909 et l'abandon progressif de la nature comme source d'inspiration, la manufacture Daum continue de proposer des modèles décorés dans le style Art nouveau jusqu'en 1928. Après cette date, la réalisation de planches botaniques par Henri Bergé relève davantage du passe-temps.
- Exemples de planches aquarellées botaniques composant l'Encyclopédie florale

Exemples de planches aquarellées botaniques composant lEncyclopédie florale
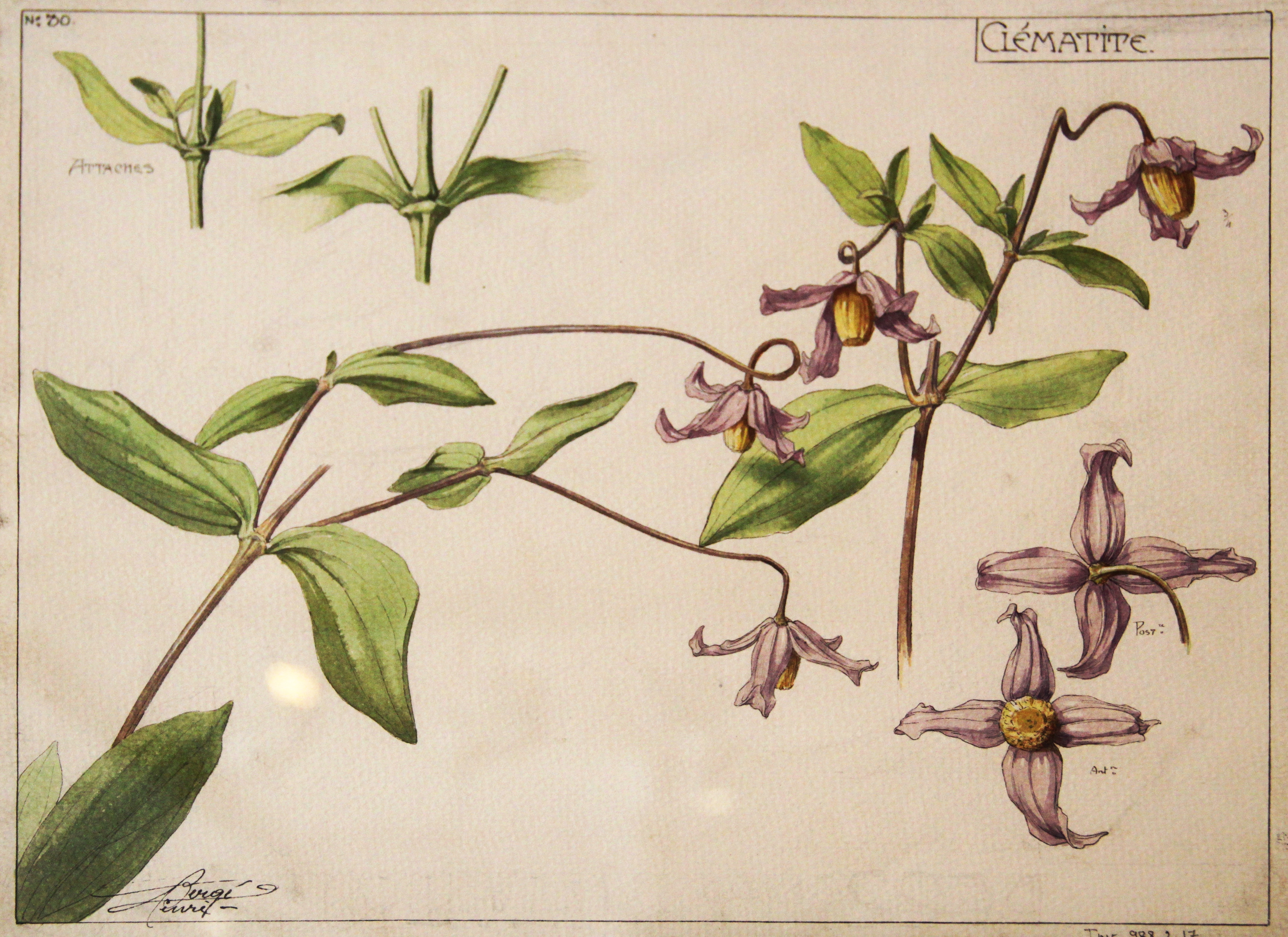
Étude de clématite (no 30), Henri Bergé, Musée de l'École de Nancy.
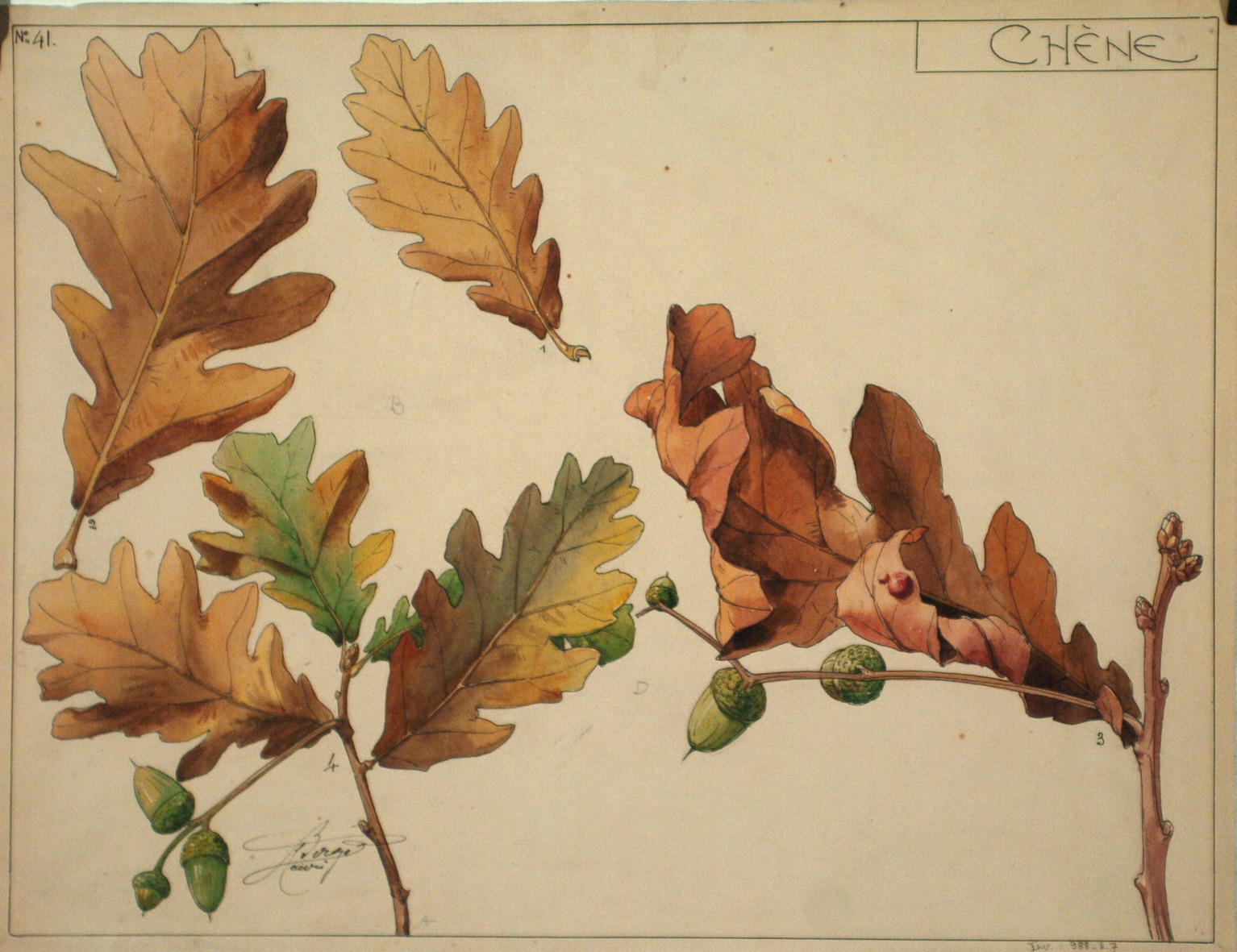
Étude de chêne (no 41), Henri Bergé, Musée de l'École de Nancy.
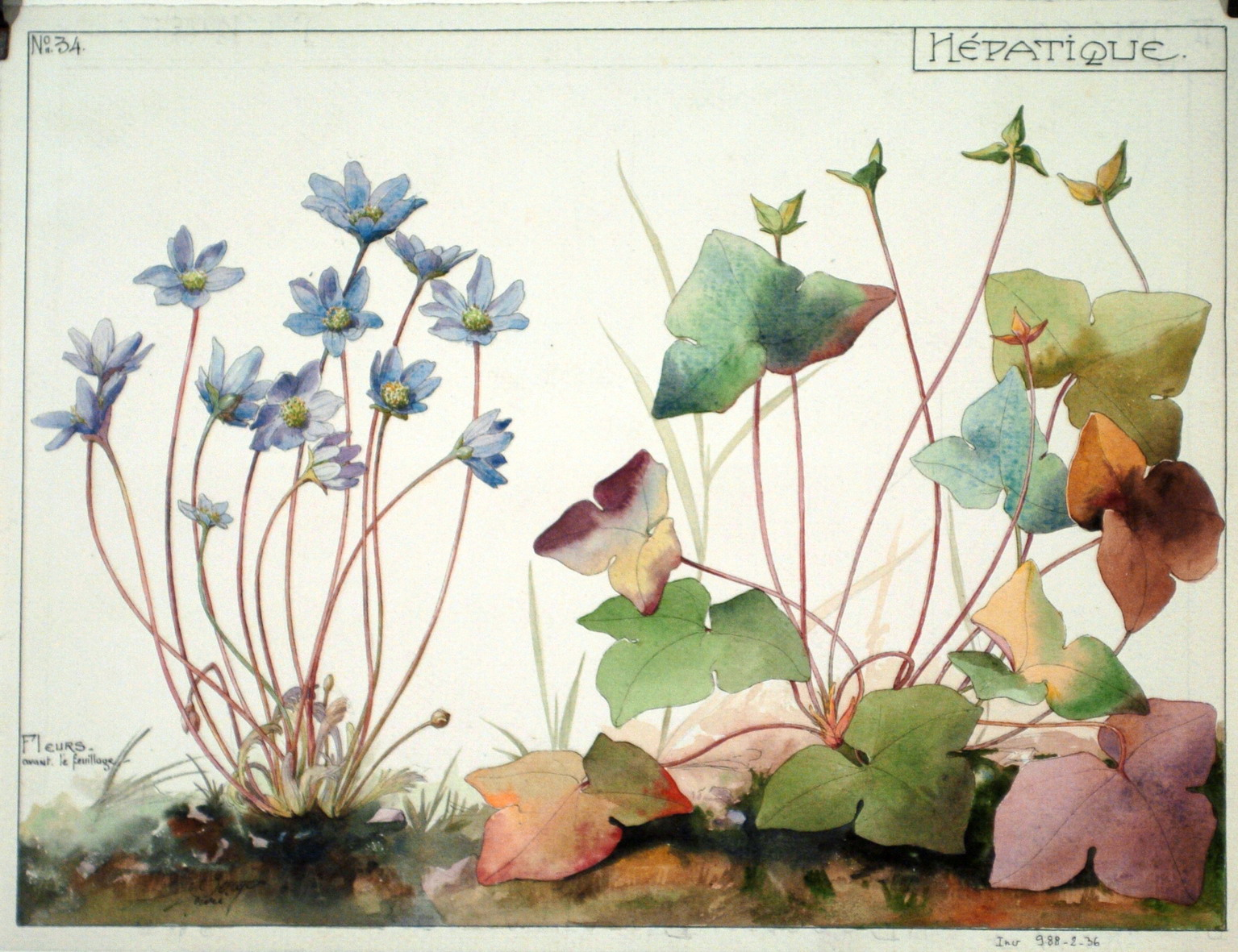
Étude d'hépatique (no 34), Henri Bergé, Musée de l'École de Nancy.
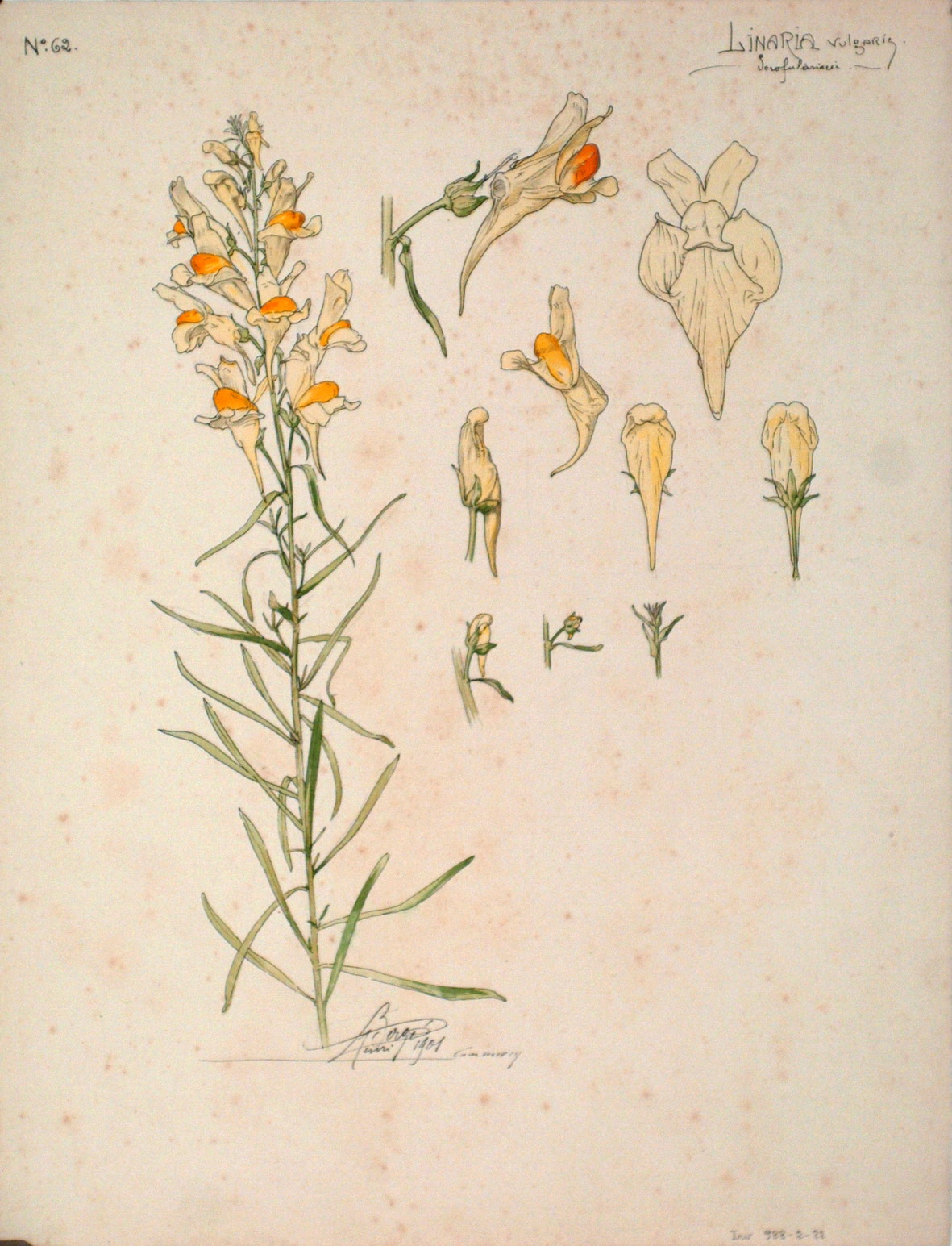
Étude de Linaria vulgaria scrofulariacée (no 62), Henri Bergé, Musée de l'École de Nancy.
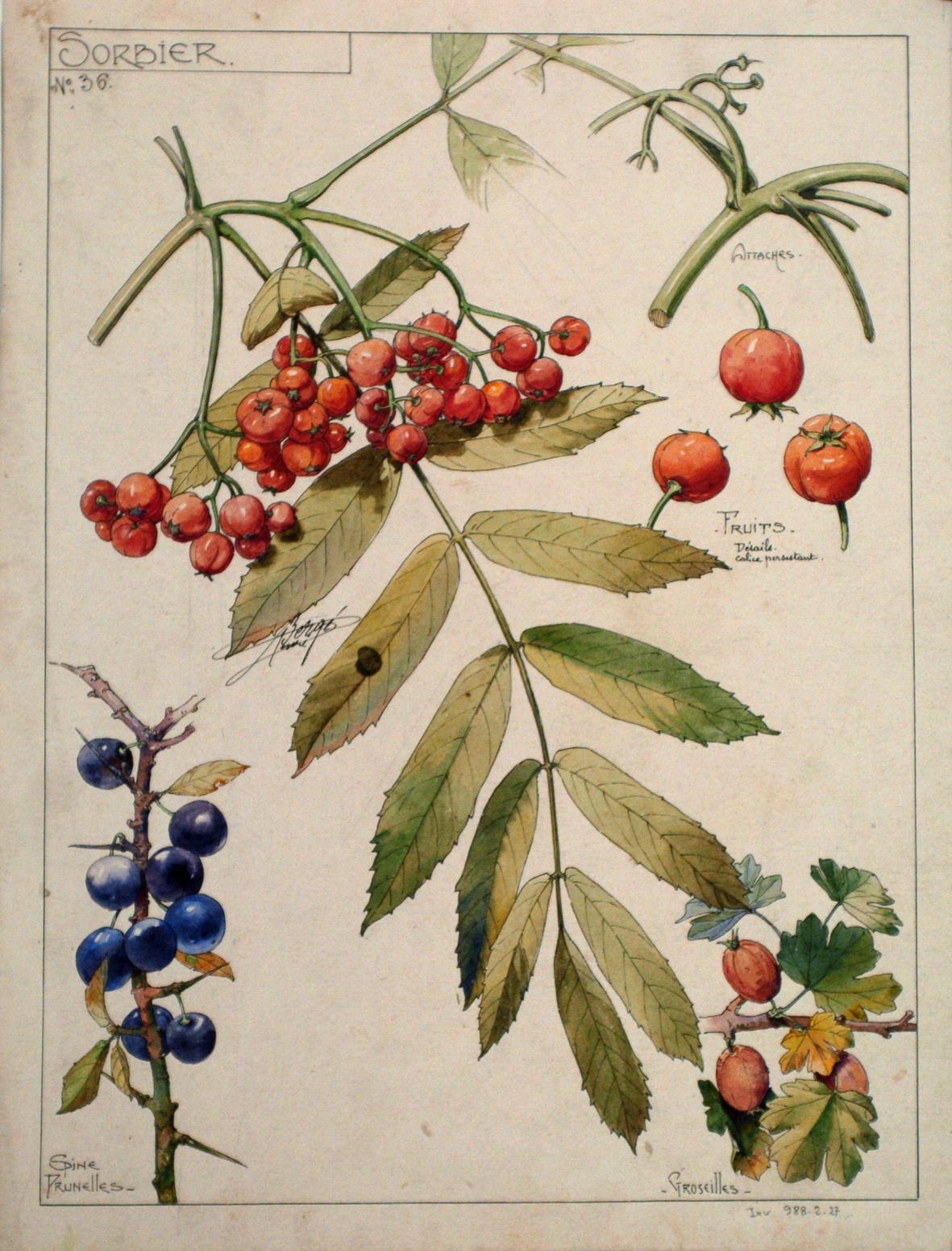
Étude de sorbier (no 36), Henri Bergé, Musée de l'École de Nancy.
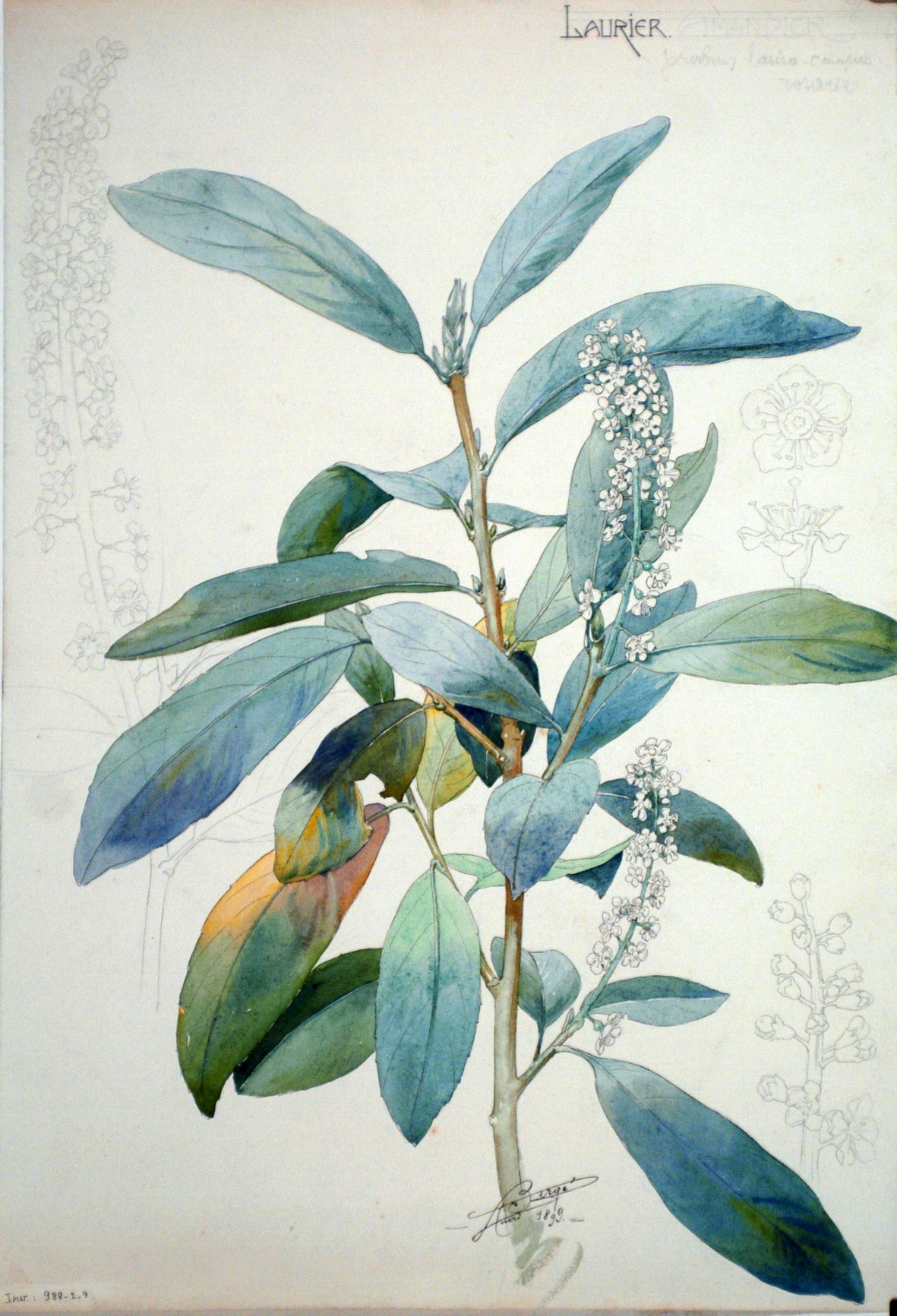
Étude du laurier amandier, Henri Bergé, Musée de l'École de Nancy.